# Eduard Eppelsheimer
Joseph Ignaz Eduard Eppelsheimer, auch Eduard Eppelsheim (* 6. Mai 1808 in Herxheim am Berg; † 30. November 1866 in Dürkheim) war ein deutscher Politiker und Revolutionär.

## Leben
Als Sohn eines Rentiers geboren, studierte Eppelsheimer nach dem Besuch des Gymnasiums in Zweibrücken Rechtswissenschaften in Erlangen, Heidelberg und München. Während seines Studiums wurde er 1825 Mitglied der Burschenschaft Arminia Erlangen, 1826 der Alten Heidelberger Burschenschaft und 1827 der Burschenschaft Marcomannia München. Nach seinem Studium wurde er bis 1844 Ergänzungsrichter am Friedensgericht Dürkheim. 1845 schied er als Richter aus, um Notar zu werden. Er wurde jedoch nicht zugelassen und lebte als Gutsbesitzer in Dürkheim. Von 1845 bis 1848 gehörte er dem Bayerischen Landtag an und war 1848 Mitglied des Frankfurter Vorparlaments. Bei der Wahl zur Frankfurter Nationalversammlung wurde er für den 8. pfälzischen Wahlkreis Neustadt an der Haardt als zweiter Ersatzkandidat aufgestellt.
Als radikales Mitglied des Kantonalverteidigungsausschusses und wegen tätiger Unterstützung der provisorischen Regierung galt Eppelsheim als hochverratsverdächtigter Teilnehmer des Pfälzischen Aufstands 1849 und wurde unter der Nummer 93 in die Anklag-Akte aufgenommen. Er wurde 1851 zu zwei Monaten Gefängnis verurteilt.
Sein Sohn Friedrich (1834–1899) war Oberamtsrichter, 2. Vorstand der Pollichia und Schmetterlingskundler.